# Kim Ja-in
Jain Kim (Ilsan, Corea del Sud, 11 de setembre de 1988) és una escaladora coreana, vencedora de set campionats d'escalada d'Àsia (sis en la modalitat de dificultat i una en la modalitat d'escalada en bloc), així com de la copa del món d'escalada de dificultat de 2010 i el campionat del món d'escalada de 2014.
Kim es va iniciar en l'escalada als 12 anys, de la mà de la seva família, sobretot dels seus dos germans, també escaladors. Als 14 anys ja va participar en competicions, on es revelà com una escaladora hàbil malgrat ésser força menuda. L'any 2002 va proclamar-se campiona júnior d'Àsia d'escalada de dificultat, títol que va revalidar el 2004, 2005 i 2006, any en què també es proclamà subcampiona d'escalada en bloc. L'any 2014 es tornà a proclamar campiona del món d'escalada.